# Zdenka Faßbender

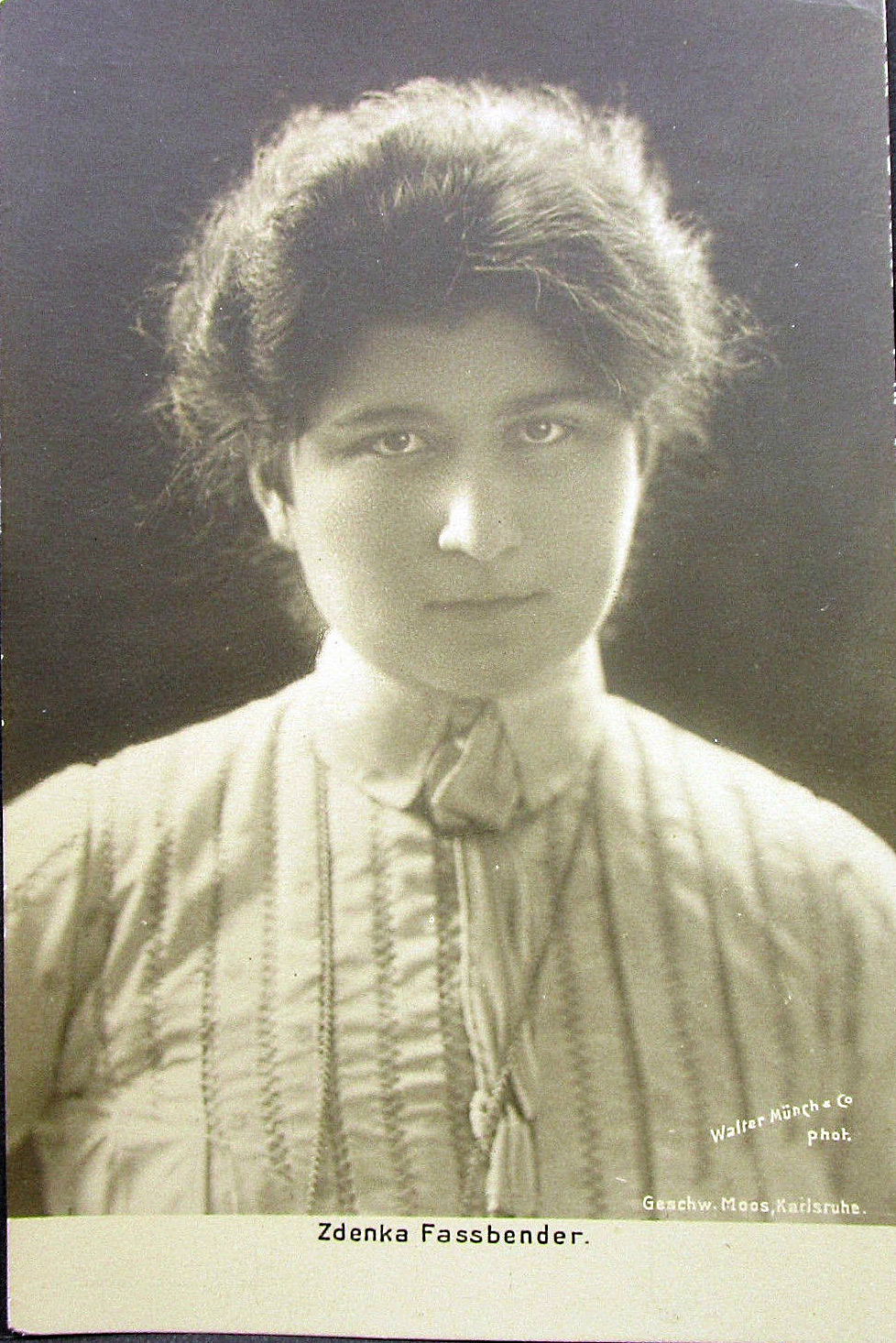
Zdenka Faßbender

Zdenka Faßbender (* 12. Dezember 1879 in Tetschen; † 14. März 1954 in München; auch Zdenka Hanfstaengl, Zdenka Anna Fassbenderová) war eine tschechisch-deutsche Opernsängerin (Sopran).

## Leben
Sie besuchte das Konservatorium Prag und erhielt dort eine Ausbildung zur Bühnensängerin bei Sophie Loewe-Destinn. 1899 debütierte sie am Hoftheater Karlsruhe als Rachel in La Juive von Fromental Halévy. Bald errang sie Erfolge als Interpretin hochdramatischer Partien.
Am 7. Juni 1903 übernahm sie bei der Uraufführung der Oper Ilsebill von Friedrich Klose die Titelrolle. In Karlsruhe lernte sie den Dirigenten Felix Mottl kennen. Als er 1904 an die Münchner Hofoper berufen wurde, folgte ihm Faßbender 1905 dorthin.
In München war sie Mottls Lebensgefährtin, den sie jedoch erst 1911 auf dessen Sterbebett heiratete, da seine erste Ehefrau Henriette Mottl-Standthartner nicht in eine Scheidung einwilligte. Nach seinem Tod ging sie 1920 mit dem Kunstverleger Edgar Hanfstaengl (1883–1958, ältester Sohn von Edgar Hanfstaengl), eine zweite Ehe ein.
An der Münchner Hofoper, seit 1918 Bayerische Staatsoper genannt, gehörte Faßbender jahrelang zu den profiliertesten Sängerinnen. Sie galt besonders als hervorragende Wagner-Interpretin, so als Venus in Tannhäuser, Ortrud in Lohengrin, Isolde in Tristan und Isolde, Brünnhilde in Der Ring des Nibelungen und Kundry in Parsifal. Weitere wichtige Partien sang sie als Santuzza in Cavalleria rusticana, Iphigenie in Glucks Iphigenie auf Tauris, der Alceste von Gluck, als Valentine in Die Hugenotten von Meyerbeer, Dido in Les Troyens von Berlioz, Katharina in Der Widerspenstigen Zähmung von Hermann Goetz, der Minneleide in Die Rose vom Liebesgarten von Hans Pfitzner, Gundula in Der Bergsee von Julius Bittner und der Leonore in Beethovens Fidelio.
Als Richard Strauss 1909 seine Oper Elektra in München aufführen wollte, übernahm Faßbender auf seinen Wunsch hin die Titelrolle. Sie wirkte außerdem in den Münchner Premieren der Opern Tiefland von Eugen d’Albert (1908, als Martha), Tosca (1909, Titelrolle), Der Rosenkavalier (1911, als Marschallin), Der arme Heinrich von Pfitzner (1913, als Hilde) und Mona Lisa von Max von Schillings (1917, Titelrolle) mit.
Gastspiele führten sie an die Wiener Hofoper (1904), an die Berliner Hofoper (1909) sowie häufig nach Stuttgart, an die Hoftheater von Wiesbaden und Mannheim und an das Opernhaus von Köln. Sie wirkte auch bei den Wagner-Mozart-Festspielen in den Jahren 1907 bis 1910 mit. 1910 und 1913 sang sie in London die Elektra und die Isolde unter Sir Thomas Beecham und 1912 bis 1914 in den Aufführungen des Ring-Zyklus am Théâtre de la Monnaie in Brüssel.
Im Jahre 1924 erklärte sie ihren Rücktritt von der Bühne. 1928 erschien sie nochmals an der Münchner Staatsoper als Elektra. Bis 1931 gehörte sie der Staatsoper an. Zdenka Faßbender ist auf dem Alten Friedhof von Tutzing bestattet.